# Цементаж свердловин
Цементаж свердловин — роз'єднання водоносних і нафтоносних пластів і горизонтів, розкритих свердловиною, за допомогою цементу або ін. в'яжучих водонепроникних речовин. В експлуатаційних та інших свердловинах, які мають обсадні колони, цементують затрубний кільцевий простір між стінками свердловини і обсадною колоною. В залежності від місцевих геологічних умов цементують весь стовбур свердловини або частину його. При багатоколонній конструкції свердловини цементують кожну колону. Існує кілька способів цементажу затрубного простору. Замість цементу можуть застосовуватися також рідкі пластмаси, що швидко тверднуть. У розвідувальних свердловинах, які бурять без подальшого спуску обсадних колон, цементують весь стовбур свердловини. Роль цементного тампона в цих випадках іноді виконує глина (густий глинистий розчин).